# Iberoformica subrufa
Iberoformica subrufa es una especie de hormigas endémicas de la península ibérica (España y Portugal) y Francia continental.